# John Paintsil
John Paintsil (Berekum, Ghána, 1981. június 15.) ghánai labdarúgó, aki jelenleg a Fulhamben játszik hátvédként. Nevét gyakran helytelenül "Pantsil"-nek írják. Mezén is ez a változat szerepel, mivel a munkavállalási engedélyébe is hibásan került be vezetékneve.

## Pályafutása

### Kezdeti évek
Paintsil szülővárosa csapatában, a Berekum Arsenalban kezdett futballozni, 2000-ben a Liberty Professionalshoz igazolt, majd egy év múlva visszatért a Berekumhoz. Ezután rövid ideig Lengyelországban, a Widzew Łódź csapatánál légióskodott, majd innen került Izraelbe, a Makkabi Tel-Avivhoz.

### Makkabi Tel-Aviv
Paintsil 2002-ben igazolt a Makkabi Tel-Avivhoz, ahol 46 bajnokin és öt Bajnokok Ligája-meccsen lépett pályára. 2003-ban bajnok lett a csapattal, a kupában pedig az elődöntőig jutottak.

### Hapóél Tel-Aviv
2004 decemberében a Hapóél Tel-Aviv játékosa lett. 2006-ban bajnoki ezüstéremhez és kupagyőzelemhez segítette a csapatot. 42 meccsen lépett pályára és három gólt szerzett.

### West Ham United
A 2006-os vb után Josszi Benajun ajánlotta Paintsilt az új jobbhátvédet kereső West Ham United figyelmébe. A londoniak próbajátékra hívták, melynek során több barátságos meccsen is pályára lépett és jól teljesített. 2006 augusztusában le is igazolták, miután megkapta a munkavállalási engedélyt az Egyesült Királyságban. A 14-es számú mezt kapta meg, a csapatba kerülésért Tyrone Mearsszel és Jonathan Spectorral kellett megküzdenie.
A 2006/07-es szezonban mindössze öt meccsen lépett pályára. 2007 nyarán komolyan fontolóra vette, hogy elhagyja a West Hamet, mivel attól tartott, ilyen kevés játéklehetőséggel nem fogják behívni a válogatottba a 2008-as afrikai nemzetek kupájára. Végül még egy évig maradt a csapatnál, aztán 2008 júliusában engedélyt kapott a vezetőségtől, hogy tárgyaljon a Fulhammel.

### Fulham
A Fulham 2008. július 15-én csapattársával, Bobby Zamorával együtt leigazolta Paintsilt. A két játékosért összesen 6,3 millió fontot fizettek. A 2008/09-es idény során Paintsil fontos tagja lett a csapatnak, mely végül a hetedik helyen végzett. A szurkolók hamar megszerették elszántsága és a mérkőzések utáni tiszteletkörei miatt.

## Válogatott
Paintsil az U21-es ghánai válogatottal részt vett a 2001-es ifjúsági vb-n. A felnőtt válogatott tagjaként a 2002-es, 2006-os és 2008-as afrikai nemzetek kupáján, valamint a 2006-os és a 2010-es labdarúgó-világbajnokságon.

## Sikerei, díjai

### Makkabi Tel-Aviv
- Izraeli bajnok: 2002/03

### Hapóél Tel-Aviv
- izraeli kupagyőztes: 2006

## Külső hivatkozások
- John Paintsil pályafutásának statisztikái a Soccerbase oldalon (angolul)

- John Paintsil adatlapja az ESPN honlapján Archiválva 2009. február 5-i dátummal a Wayback Machine-ben
- John Paintsil adatlapja a Fulham honlapján

## Fordítás
- Ez a szócikk részben vagy egészben  a   John Paintsil című angol Wikipédia-szócikk fordításán alapul.  Az eredeti cikk szerkesztőit annak laptörténete sorolja fel. Ez a jelzés csupán a megfogalmazás eredetét és a szerzői jogokat jelzi, nem szolgál a cikkben szereplő információk forrásmegjelöléseként.